# Сан Бруно
Вижте пояснителната страница за други значения на Сан Бруно.
Сан Бруно (на испански: San Bruno) е град в окръг Сан Матео, района на залива на Сан Франциско, щата Калифорния, САЩ. Сан Бруно е в съседство на Международно летище Сан Франциско.

## Население
Сан Бруно е с население от 41 114 души (преброяване 2010), а по приблизителна оценка за 2016 г. то е 42 957 души.

## География
Сан Бруно е с обща площ от 14,14 km².

## Икономика
В града е разположено седалището а компанията YouTube, която е най-големият работодател в града.

## Съседни градове
- Милбрей (на юг)
- Пасифика (на запад)
- Южен Сан Франциско (на север)